# Anton Schall (Fußballspieler)
Anton „Toni“ Franz Johann Schall (* 22. Juni 1907 in Wien, Österreich-Ungarn; † 5. August 1947 in Basel, Schweiz) war ein österreichischer Fußballspieler und -trainer.
Nach seiner Eheschließung im Jahr 1936 trat er als Anton Schall-Fuchs in Erscheinung.

## Leben und Wirken
Anton Schall wurde am 22. Juni 1907 als uneheliches Kind des Wärters Karl Schall (* 10. Juni 1883 in Wien) und der Leopoldine Josefine Trieb (* 22. Oktober 1881 in Wien-Neubau) in der Obkirchergasse 23 in Wien-Sievering geboren und am 28. Juni 1907 auf den Namen Anton Franz Johann getauft. Seine Eltern heirateten am 1. März des Folgejahres, wodurch der Sohn legitimiert wurde. Zu diesem Zeitpunkt waren die beiden bereits Eltern von zumindest einem weiteren Kind, dem Sohn Karl (* 29. April 1906; † 23. April 1974).
Anton Schall galt lange Zeit als der torgefährlichste Stürmer Österreichs und wurde in den Jahren 1927, 1928, 1929, 1931 und 1932 für seinen Verein, SK Admira Wien, fünfmal österreichischer Torschützenkönig. Die Karriere Anton Schalls begann bei den unterklassigen Vereinen Leopoldauer SC und Jedlersdorf und setzte sich schließlich beim SK Admira Wien fort, für den er von 1925 bis 1941 aktiv war. In den letzten Jahren war der gelernte Stürmer auch als Verteidiger im Einsatz. 1941 beendete Schall seine Spielerkarriere.
Von 1927 bis 1934 spielte Anton Schall insgesamt 28 Länderspiele für Österreich und bildete gemeinsam mit Adolf Vogl das beste linke Flügelpaar Österreichs. Der Wiener gehörte auch zum Stamm des sogenannten Wunderteams und war in dessen Ära von 1931 bis 1933 mit 20 Toren in 16 Spielen der erfolgreichste Torschütze der Österreicher. 1934 nahm Anton Schall mit der Österreichischen Nationalmannschaft an der Weltmeisterschaftsendrunde teil.
Am 31. Dezember 1936 heiratete Schall in der Pfarre St. Joseph in der ägyptischen Hauptstadt Kairo eine Elisabeth Fuchs.
Nach seiner aktiven Karriere wurde Toni Schall Fußballtrainer und betreute in der Saison 1946/47 den Schweizer Verein FC Basel. Anton Schall, der an einem seltenen Herzleiden litt, führte die Basler in dieser Saison zum Schweizer Cupsieg, starb jedoch bald darauf am 5. August 1947 im Alter von 40 Jahren während eines Waldlaufs mit der von ihm betreuten Mannschaft in Basel.
Er wurde am 18. September 1947 am Hernalser Friedhof (Gruppe Y, Nummer 27) beerdigt. Seine Ehefrau überlebte ihn um rund 29 Jahre und starb am 5. April 1976.
Im Jahr 1985 wurde in Wien-Floridsdorf (21. Bezirk) die Anton-Schall-Gasse nach ihm benannt.

## Stationen
als Spieler
- 1922–1923 Leopoldauer SC
- 1923–1925 Jedlersdorf
- 1925–1941 SK Admira Wien

als Trainer
- 1946–1947 FC Basel

## Erfolge
als Spieler:
- 7 × Österreichischer Meister (1927, 1928, 1932, 1934, 1936, 1937, 1939)
- 4 × Österreichischer Cupsieger (1928, 1932, 1933, 1934)
- 5 × Österreichischer Torschützenkönig (1927, 1928, 1929, 1931 und 1932)

als Trainer
- 1 × Schweizer Cupsieger mit dem FC Basel (1947)